# Болница шкотских жена - Јединица „др Елси Инглис”
Болница шкотских жена - Јединица „др Елси Инглис” (енг. Scottish Women’s Hospitals: The Elsie Inglis Unit) била је девета јединица и једна од три женске пољске болнице, покрета жена из Велике Британије, која на Солунском фронту, од марта 1918. године, првенствено била намењена за санитетско збрињавање Српских војника.

## Историја
Др Елси Ингли, била је једна од оснивачица Шкотске женске федерације, која је по избијању Првог светског рата, предложила оснивање искључиво женских медицинских јединица за службу на Западном и Источни фронту. Уз финансијску подршку Националне уније женских друштава за женско право (НУВСС), Инглис је основала Одбор шкотских женских болница. Ускоро су формирани сателитски одбори у Глазгову, Лондону и Ливерпулу. Бројни појединци и Амерички Црвени крст такође су помогли у финансирању организације. Иако се представник Ратног уреда у Шкотској успротивио тој идеји, др Елси Инглис и њен Комитет за женске болнице Шкотске послао је прву медицинску јединицу састављену од  жена у Француску три месеца након почетка рата. Тако је 1915. Шкотска болница за жене основала прву помоћну болницу са 200 кревета у Француској у опатији Рајмонт, из 13. века. Следило је оснивање нових болница тако да је током Првог светског рата др Инглис организовала четрнаест медицинских јединица у Француској, Србији, Корзици, Солуну, Румунији, Русији и Малти, у којима су искључивои радиле жене — лекари, медицинске сестре, кувари, возачи хитне помоћи, болничари и помоћници.
У априлу 1915. године др Елси Инглис, је по први пут пребацила тежиште оснивања болница са Западног на Источни фронт, и са собом повела групу жена у Србију. У наредних неколико месеци у Србији је успоставила читав низ пољских болница, импроваизованих медицинских станица, болница и клиника. Током аустријске офанзиве у лето 1915. године, др Инглис и део њеног особља су биле заробљени, али су на крају, уз помоћ америчких дипломата, британске власти биле у могућности да преговарају о ослобађању ових жена.
Међу ових 14 јединица на Балканском фронту била је и јединица под именом Болница шкотских жена — јединица „Лондон” на Руском фронту и Добруџи, као претеча касније основане јединица „др Елси Инглис”. Ова јединица радила на Источном фронту и збрињавала претежно војнике српске добровољачке дивизије и добровољце словенце и хрвате са простора Аустрогарске.
У марту 1917. букнула је у Русији револуција. На пространом руском фронту од Балтика до Црног мора, настало је братимљење између руских и непријатељских војника. Руски војници нису хтели више да се боре, већ су одлазили својим кућама. Настала је опасност, да се српске добровољачке дивизије и Болница шкотских жена у околини Добруџе не увуку у комунистичку револуцију. У циљу спасавања добровољачких дивизија од ове „комунистичке пошасти”, као и због безциљности даљег останка у Русији, отпочето је 30. августа 1917. пребацивање добровољачких организованих јединица на Солунски фронт, где су биле неопходне за попуну претходним борбама проређених редова српске војске.
Њиховим одласком престала је и потреба за радом Болнице шкотских жена у Добруџи, на челу са др Елси Инглис. Тада је донета одлука да се транспортом преко Архангелска, заједно са војском болница врати у Енглеску, реорганизује, опреми и потом упути на Солунски фронт. На челу са др Елси Инглис (која је све више осећала „како је издају резерве енергије” (коју је и дотле једва имала), али и малигна болест која је све више обузимала њено тело), јединица Шкотских жена се вратила у Енглеску.
Све време њеног ангажовања за спас Српске дивизије и њено упућивање на Солунски фронт, др Елси Инглис прећуткивала је своју болест и сваки могући спомен о болести, трпећи све време болове и тегобе за које је само она знала. Преминула је 26. новембра 1917. у Њукастлу, несотварене жеље да се са Болницом шкотских жена нађе на Солунском фронту.

## Реорганизација јединице
После смрти др Елси Инглис, оснивача и спиритус мовенса целог Покрета шкотских жена, и прве жене, која је понела српски Орден Белог орла, првог реда, њој у част и сећање на њену ностварену жељу да се нађе на Солунском фронту, основана је, као меморијална болница са њеним именом, Болница шкотских жена - јединица „др Елси Инглис”. Била је осма јединица шкотских жена у чији састав је ушао велики број чланица Лондонске јединице са Руског фронта.
Болница је овога пута била под управом др Анете Бенсон, решене да са јединицом оде на Солунски фронт и тамо помогне српској војсци. Поред др Анет Матилда Бенсон (Dr. Annette Matilda Benson) у екипи су биле:
- др Лилијан Чесни (Dr. Lillian Chesney),
- др Гледис Ворд (Dr. Gladys Ward),
- др Елинор Рендел (Dr. Elinor F. Rendel)
- Агнес М. Марфи (Agnes M. Murphy), медицинарка.

Како је ова јединица била под покровитељством Војног министарства Велике Британије, дана 18. фебруара 1918. јединицу су благословили краљ и краљица у Бакихгемској палати. Тај догађају овако су описале ондашње новине:
Чланови јединице су се окупили у приземљу палате, а шест извршних официра је представљено њиховим Величанствима, међу којима су биле и наследница др Инглис, и вођа екипе др Анет Бенсон, и докторице Lilian Chesney и Gladys Ward. После смотре, краљ је одао почаст и признање за досадашњи рад Болница шкотских жена и пожелео је јединици успех у будућем раду у иностранству.

## Оснивање и рад болнице на Солунском фронту
Након путовање кроз Француску и Италију које је трајало три недеље јединица је стигла у Солун 8. марта 1918. године. Да би се придружила српским снагама у Егејској Македонији и ушла у састав посебне Југословенске дивизије коју су чинили југословенски добровољци, углавном Словенци и Хрвати, јединица је из Солуна кренула 2. априла 1918. године. После краћег марша јединица се зауставила на путу Вертекоп - Моглена, непосредно уз железничку пругу на једној падини и испод стене познате као грч. Τρυπιος Βραχο у близини села Неа Зои.
Болница је била месту смештеном у подножју Кајмакчалана између Драгоманца и Вертекопа, на око 100 километара од Солуна и око 25 км од прве рововске линије на Солунском фонту, у близини 36. и 37. британске болница (велике базна болнице), у коју су железничком пругом Шкотланђанке могле да евакуишу болеснике и рањенике.
Кроз логорску просторију пролазила је река, делећи логор на два дела. На једној обали бил су размештени болнички шатори - један за транспортно одељење, један за болницу - кухиња, гаража и трговина, а на другој обали 6 великих болничких шатора, позоришни шатор, шатор за постељину, шатор за диспанзер, канцеларијски шатор и шатор „радионица“ (за столарске и сличне послове).
Смештајни капацитет болнице је био до 100 кревета, а болеснике је збрињавало и опслуживало а особље које је чинило 25 чланица. Болница је била ојачана пратећом Транспортном јединицом, на челу са Џералдин Хеџиз (Miss Geraldine Hedges) и Франсис Е. Робинсон (Francis E. Robinson), која је у свом саставу имала 32 возила, од тога 25 санитетских аутомобила.

## Намена и крај рада
Јединица „др Елси Инглис” је на Солунском фронту имала намену и задатак да на предњим линијама фронта ојача Болницу шкотских жена у Острову.
Капитулација Краљевине Бугарске или Солунско примирје потписано је 29. септембра 1918. на преговорима о примирју у Солуну између Краљевине Бугарске и савезника. Споразум о примирју је проистекао из захтева бугарске владе од 24. септембра за прекидом ватре. Примирје је ефективно окончало бугарско учешће у Првом светском рату на страни Централних сила, а на бугарском фронту је ступило на снагу у подне 30. септембра. Примирје је регулисало демобилизацију и разоружање бугарских оружаних снага. Након овог примирја Јединица „др Елси Инглис” је добила нову намену, овога пута да под руководством др Лилијан Чесни (Dr. Lilian Chesney), врши збрињава војнике и локално становништво прво у Доњем Пожару, а од октобра и у Скопљу збрињава .
Болница је своје деловање завршила је у Сарајеву, У овом граду радила је до априла 1919. године.